# Левицкий, Леопольд Иванович
Леопо́льд Ива́нович Леви́цкий (родился 7 августа 1906, Бурдяковцы — 14 мая 1973, Львов) — украинский советский график и живописец польско-австрийского происхождения. Заслуженный деятель искусств УССР (1970).

## Биография
Леопольд Левицкий родился в семье сельского кузнеца, поляка Яна Левицкого и украинки австрийского происхождения Ольги Блюс. Со временем Левицкие переехали в Чортков, где отец работал в железнодорожном депо, а Леопольд учился в местной гимназии (сначала украинской, затем — польской). Здесь заметили и оценили его художественные способности. Отец хотел видеть Леопольда адвокатом, и после окончания им в 1925 году гимназии посылает его на обучение в Краковский университет. Леопольд Левицкий некоторое время учился на юридическом факультете, но затем поступил в Академию искусств на отдел скульптуры. Там он учился в группе известного польского скульптора Ксаверия Дуниковского, однако после некорректного замечания профессора относительно его незавершенной работы на одном из занятий Леопольд Левицкий перешел в отделение графики. В Академии он учился у известных профессоров В. Яроцкого, С. Сикульского, Ф. Паутча, М. Мегоффера, Я. Войнарского. В 1930 он вошёл в состав прокоммунистической «Краковской группы». В 1932 года с группой единомышленников организовал выставку, которая из-за своей социальной направленности и острой тематики произведений («Паук», «Тюрьма», «Борьба рабочих с полицией») была закрыта властями. Леопольда Левицкого на четыре месяца подвергли заключению, а со временем исключили из Академии.
В тридцатых годах находился под тайным и явным надзором полиции, несколько месяцев находился в заключении. После присоединения западноукраинских земель к УССР Левицкий возглавил в Черткове городской Совет, работал в газете «Новая Украина». В годы Великой Отечественной войны находился в эвакуации в Средней Азии, где также писал и делал зарисовки. В 1946 году поселился во Львове.
Умер художник с резцом в руке за рабочим столом 14 мая 1973 года. Похоронен во Львове на Лычаковском кладбище.

## Награды
- орден Ленина (27.10.1967)[1];
- орден «Знак Почёта» (24.11.1960);
- Заслуженный деятель искусств УССР (1970).

## Творчество

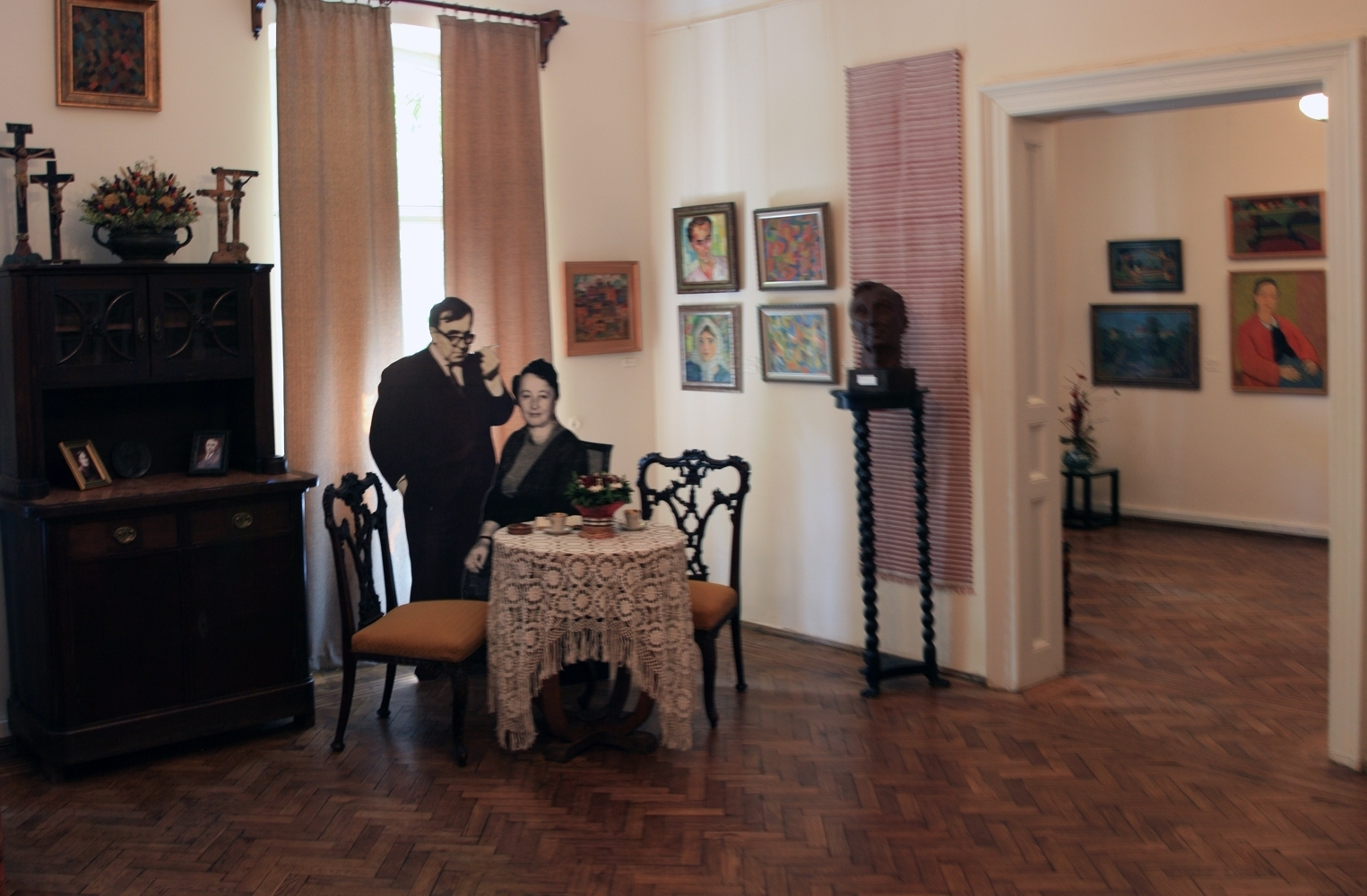
Жилая комната в квартире Леопольда Левицкого (ныне музей его имени)

Памятник на могиле Л. И. Левицкого на Лычаковском кладбище (Львов)

Творчество Левицкого многогранно: графика, живопись, скульптура. Свободно владея многими техниками, он уже в начале художественного пути создал высокохудожественные работы. Большинство его ранних произведений погибло в годы войны. На творчество художника повлияла среда Львова, в котором Левицкий поселился в 1946 году.
В 1960-х годах художник выработал неповторимую стилистическую манеру, в которой соединились непосредственность и техничность. В это время он активно экспериментировал в разных графических техниках — линорите, монотипии, автолитографии, сухой игле, а также акварели. В этот период Л. Левицкий активно работал над книжными иллюстрациями, в том числе к произведениям И. Франко, И. Ольбрахта. В 1960-х гг. он создавал поздравительные открытки, чаще всего новогодние для друзей, на которых художник с юмором изображал себя и жену. По гравюрам «Из рассказов моего отца», «Старое и новое», «Как мы жили за океаном» видно руку зрелого мастера. В последние десятилетия жизни создал большую серию картин карпатской тематики, в частности «День обучения», цикл картин, посвященных Григорию Сковороде.
Леопольд Левицкий добился признания и авторитета среди львовских коллег-художников, старейшиной которых был много лет. В течение своей жизни художник не имел персональных выставок. Лишь через год после смерти, в 1974 году, состоялась выставка его произведений во Львове. В 1984 году стараниями общественности и жены художника Гени Левицкой был открыт музей художника. Художественно-мемориальный музей Леопольда Левицкого во Львове имеет занимает бывшую квартиру художника, в которой находятся мемориальные предметы и личные вещи, 110 произведений графики и 28 живописных полотен, которые представляют творческое наследие художника в ретроспективе. 11 августа 1996 г. в селе Бурдяковцы был также открыт Художественно-мемориальный музей Л. Левицкого.

### Персональные выставки
- 1974 — «Леопольд Левицкий». Львов.

### Групповые выставки
- 2009 — «Ремейк». Галерея «М», Ростов-на-Дону.